# 硫磺子坪地熱發電廠
硫磺子坪地熱發電廠位於臺灣新北市金山區，由新北市政府招標、結元能源開發公司興建的地熱發電廠，該發電廠仍在施工，預計於2025年竣工商轉，也將成為新北市首座地熱發電示範園區。

## 沿革

### 背景

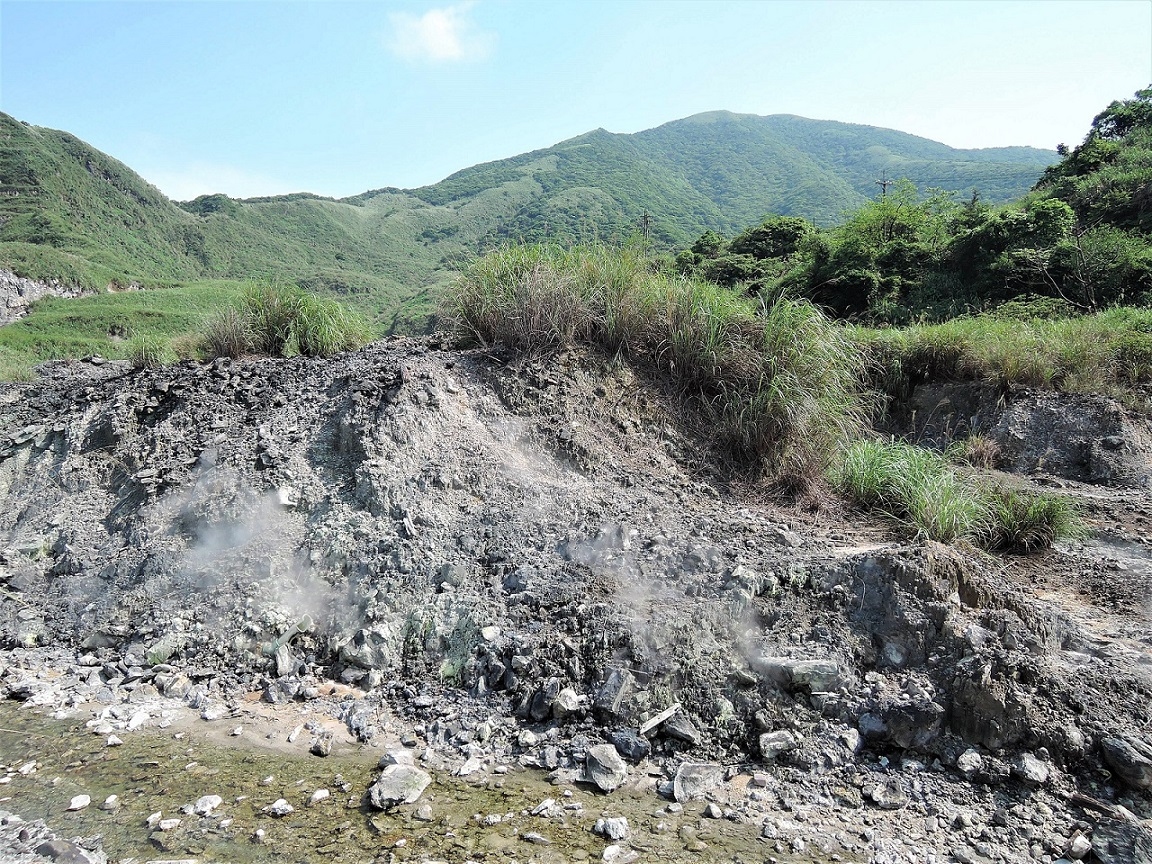
硫磺子坪現況。

新北市金山區硫磺子坪所在地為大屯火山群產生之地熱區，最早於1966年由經濟部礦業研究所進行探勘工作，經6年地質鑽探調查，發現大屯火山群擁有高達500MW的地熱發電潛能，然而因大屯火山群產生屬於強酸性的地熱溫泉水，依當時冶金技術尚無法製造出可長時間耐腐蝕的金屬設備，因此後續礦業研究所與財團法人工業技術研究院等單位將地熱鑽探焦點轉移至宜蘭縣大同鄉山區。
因應中央政府再生能源發展政策，經濟部能源局重點發展風力發電、太陽光電，以及地熱發電等，其中大屯火山群下的地熱潛能區，由能源局規劃為編號T1至T5，共五個開發場域，主管T5開發場域的新北市政府於2018年啟動招商作業，並將協助得標業者承租國有財產署的土地，以及一年鑽探期間免交土地租金等優惠。爾後新北市政府公告由結元能源開發公司得標取得開發資格。

### 施工
結元能源公司得標後，展開各項相關申設程序，2018年9月11日完成與國產署的土地承租點交，及相關水土保持、能源局申請等行政流程，於2020年5月27日舉辦動土開鑽典禮。由豐宇綠能公司承攬鑽井工程。
結元能源預計將利用11公頃多土地作兩階段地熱井鑽探作業，第一階段將鑽探至地底600到1,000公尺，第二階段深度增加1,000到1,800公尺，以確認地熱發電潛能，若試驗結果順利，將展開發電廠興建工作，包含與台灣電力公司電網併聯的專屬電力饋線、高壓電升壓站、發電廠房等工程。初期預計可供應1MW的發電量，約可供應3,428戶一個月的家庭用電。
2022年7月新北市政府經發局表示，硫磺子坪地熱發電廠預估發電量將可達到4MW，年發電量達2,700萬度電，相當於可供應6,392戶一年家庭用電，並預計於2025年竣工商轉。

## 設施

### 發電機組
| 發電機型號 | 地熱發電類型 | 機組數量 | 裝置容量（kW） | 商轉日期       | 狀態   |
| ---------- | ------------ | -------- | -------------- | -------------- | ------ |
|            |              | 1        | 4,000          | 2025年（預計） | 施工中 |